# Лондонське око
Лондонське Око (англ. London Eye) — одне з найбільших оглядових коліс у світі. Розташоване у Лондоні (Велика Британія).
З висоти 135 метрів відкривається краєвид практично на все місто. Колесо огляду зроблене за проєктом подружжя Девіда Маркса і Джулі Барфілд, який переміг на конкурсі проєктів споруд на честь настання 3-го тисячоліття. Втілення проєкту в життя зайняло шість років.
Після його спорудження у 1999 — 2006 роках було найвищим оглядовим колесом у світі.
З 20 січня 2011 року, його офіційна назва EDF Energy London Eye. З середини січня 2015 року носить назву Coca-Cola London Eye
Знаходиться це технологічне диво, яке вже само по собі є однією з головних визначних пам’яток Лондона, на південному березі мальовничої річки Темзи. Своєрідну назву колесо носить неспроста, адже завдяки йому можна дійсно помилуватися практично всім містом.
"Лондонське Око" має 32 закриті кабінки. Кабінки символізують собою 32 передмістя Лондона. Кожна капсула може прийняти до 25 пасажирів. Один оберт займає приблизно 30 хвилин. Колесо зупиняється тільки для того, щоб інваліди і літні люди могли зробити посадку/висадку безпечно.
Найвища точка колеса огляду знаходиться на відстані 135 м від землі, а швидкість обертання атракціону складає всього 26 см / с. Повне коло колесо робить за період трохи більше півгодини, що дає всім бажаючим чудову можливість не поспішаючи розглянути величний Лондон.
Кабінки «Лондонського ока» сконструйовані за типом прозорих капсул, до того ж випасти з них практично неможливо. Їх кількість співпадає з числом передмість Лондона, відповідно, кожна з тридцяти двох кабінок символізує окремий район міста. Вночі колесо красиво підсвічується різнокольоровими вогнями.
У розробці складного проекту конструкції «Лондонського ока» безпосередню участь брала авіакомпанія British Airways. Напевно, почасти й тому катання на цьому атракціоні офіційно прийнято називати не інакше як «польотом над Лондоном».
Кропіткі роботи з будівництва цього величезного колеса велися з залученням найбільш висококваліфікованих фахівців і тривали шість років. Урочисте відкриття атракціону відбулося напередодні настання 21-століття – 31 грудня 1999 року. Відтоді «Лондонське око» носить заслужене звання візитної картки міста, нарівні зі знаменитими Біг-Беном, Вестмінстерським палацом та іншими пам’ятками.

## Галерея

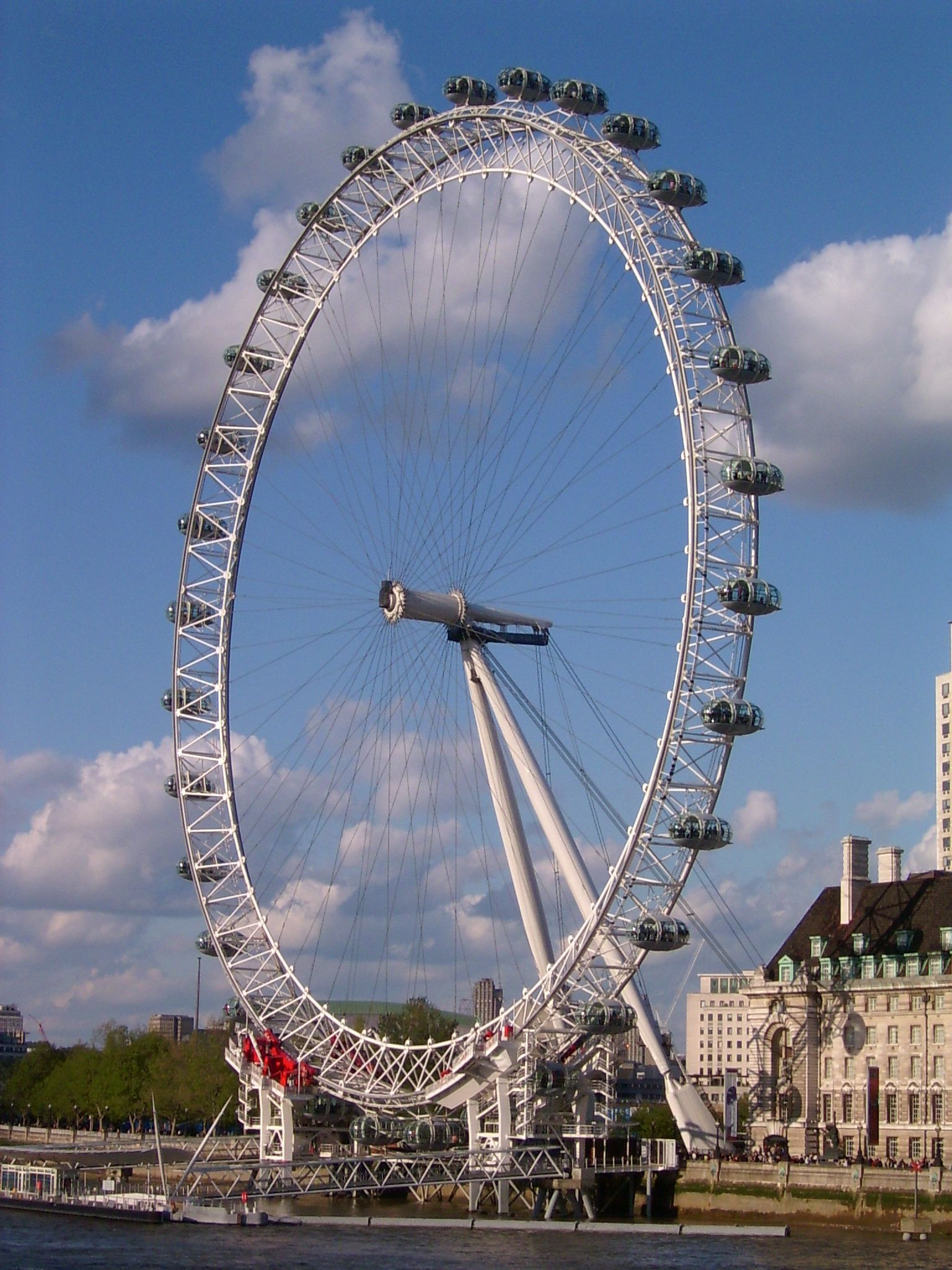
Лондонське око
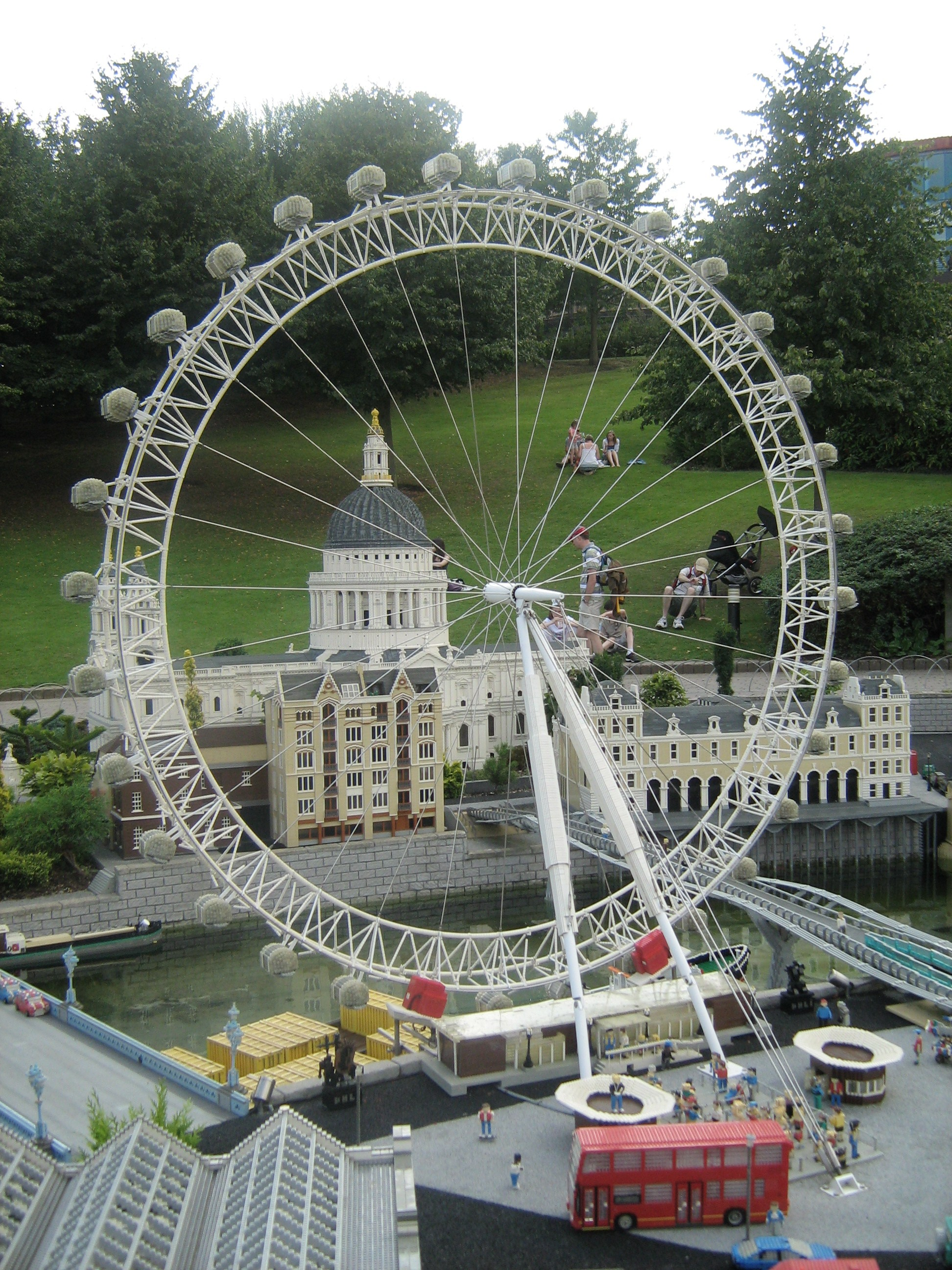
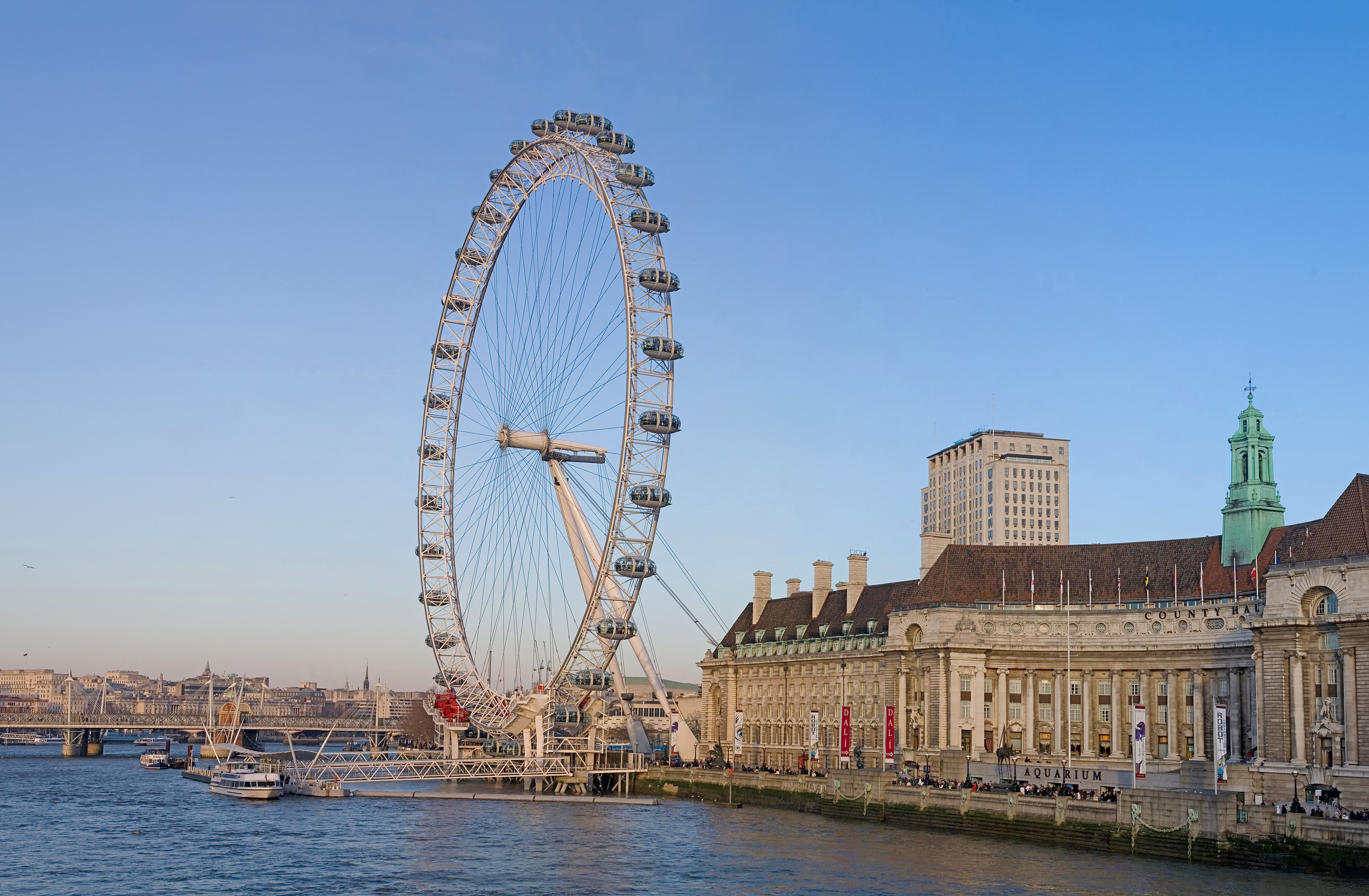
Лондонське око
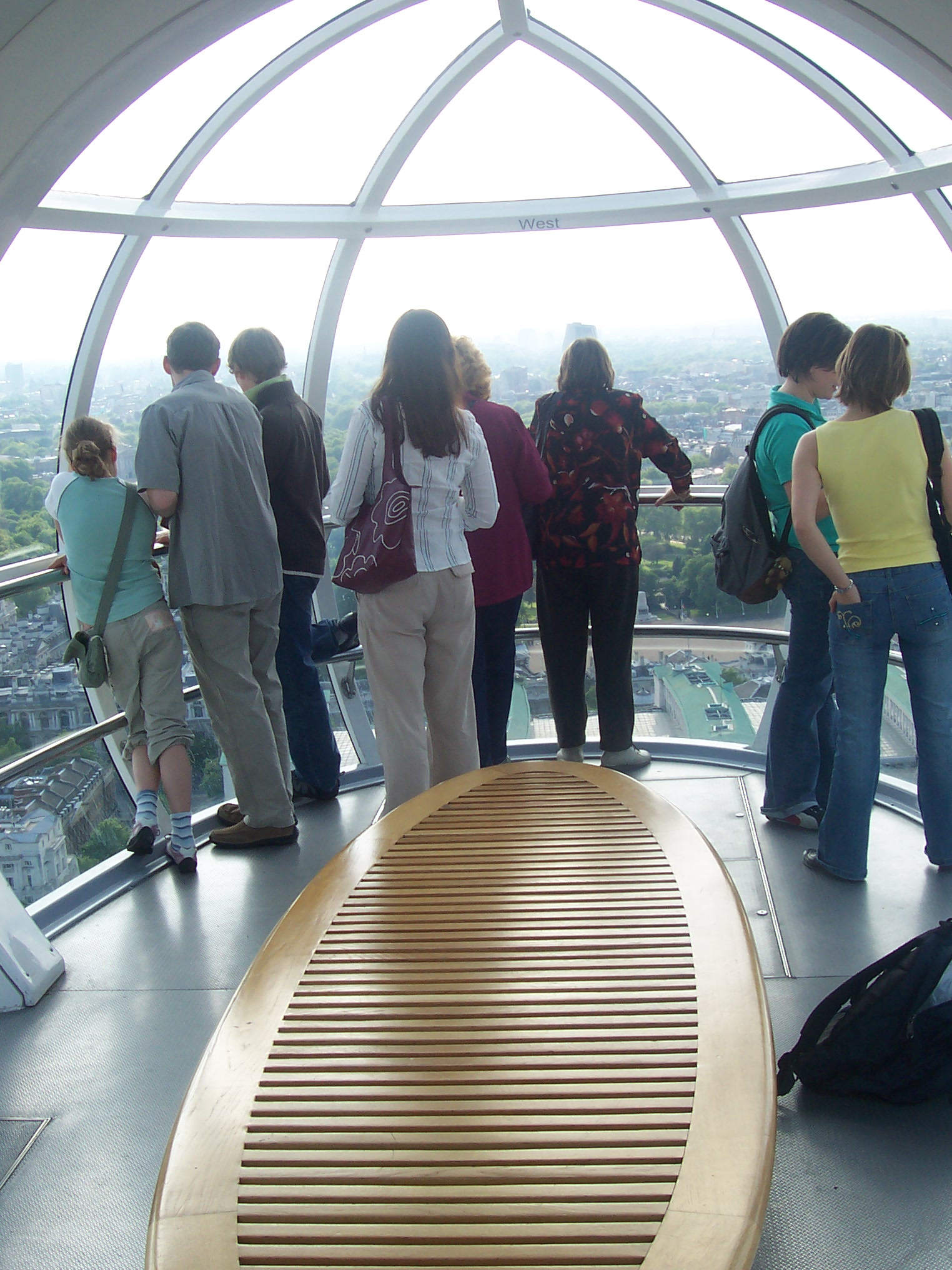
В капсулі
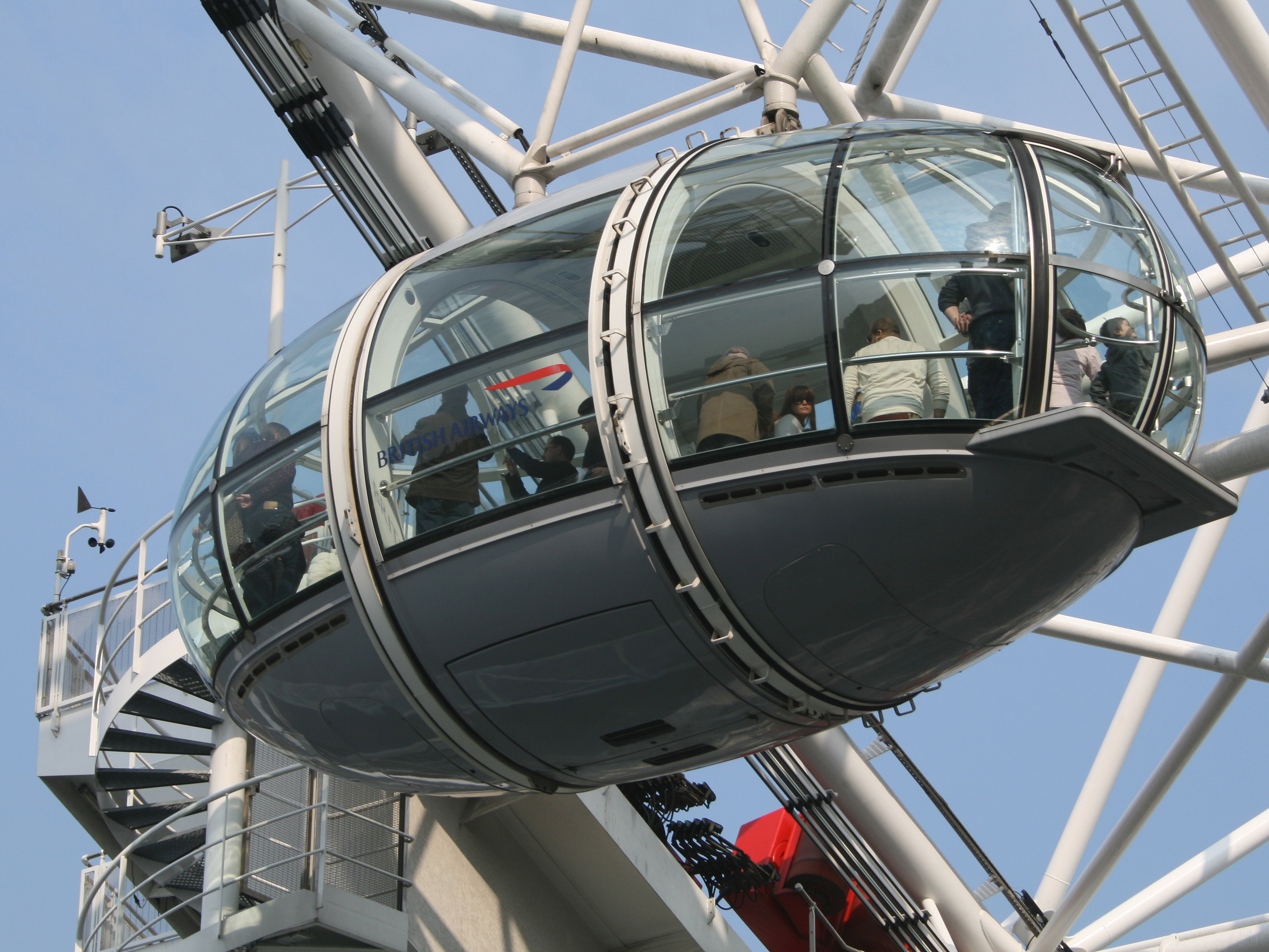
Зовні
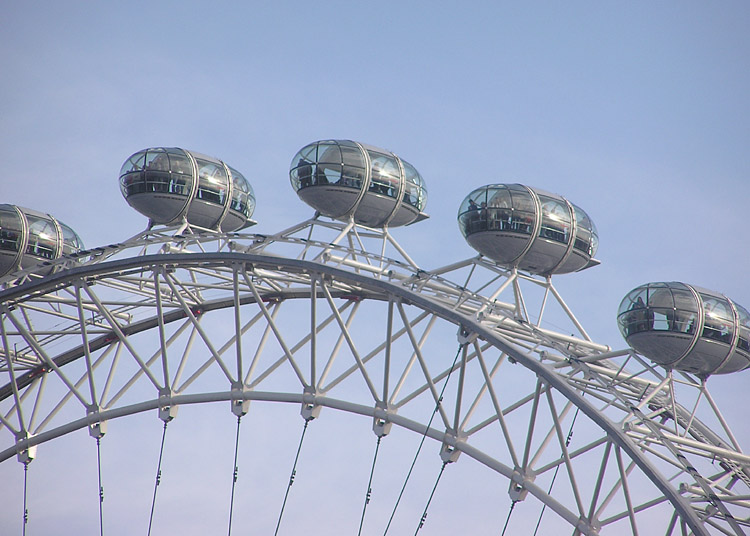
Лондонське око
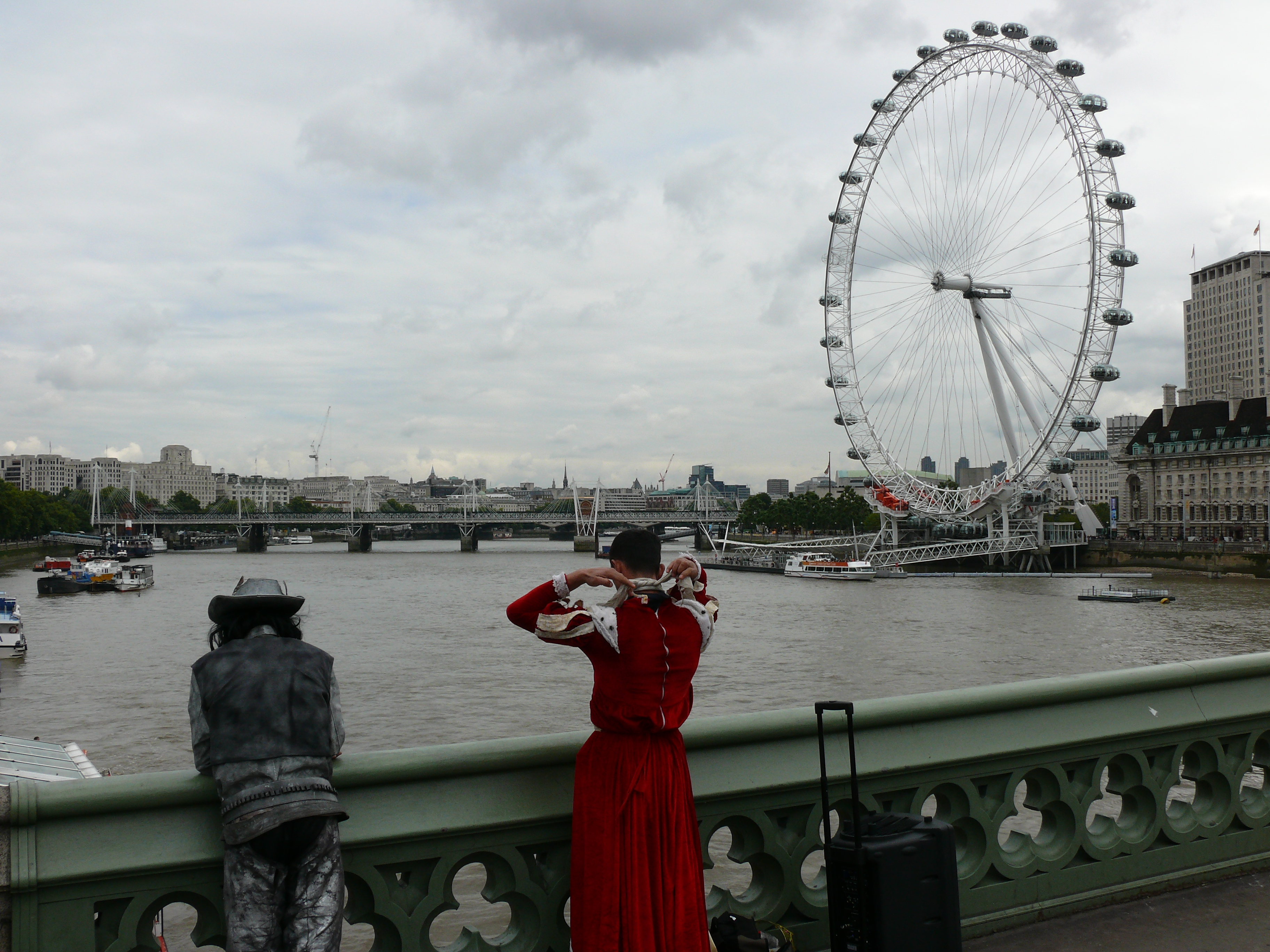
Лондонське око і вуличні артисти